# سوسی سوسانتی

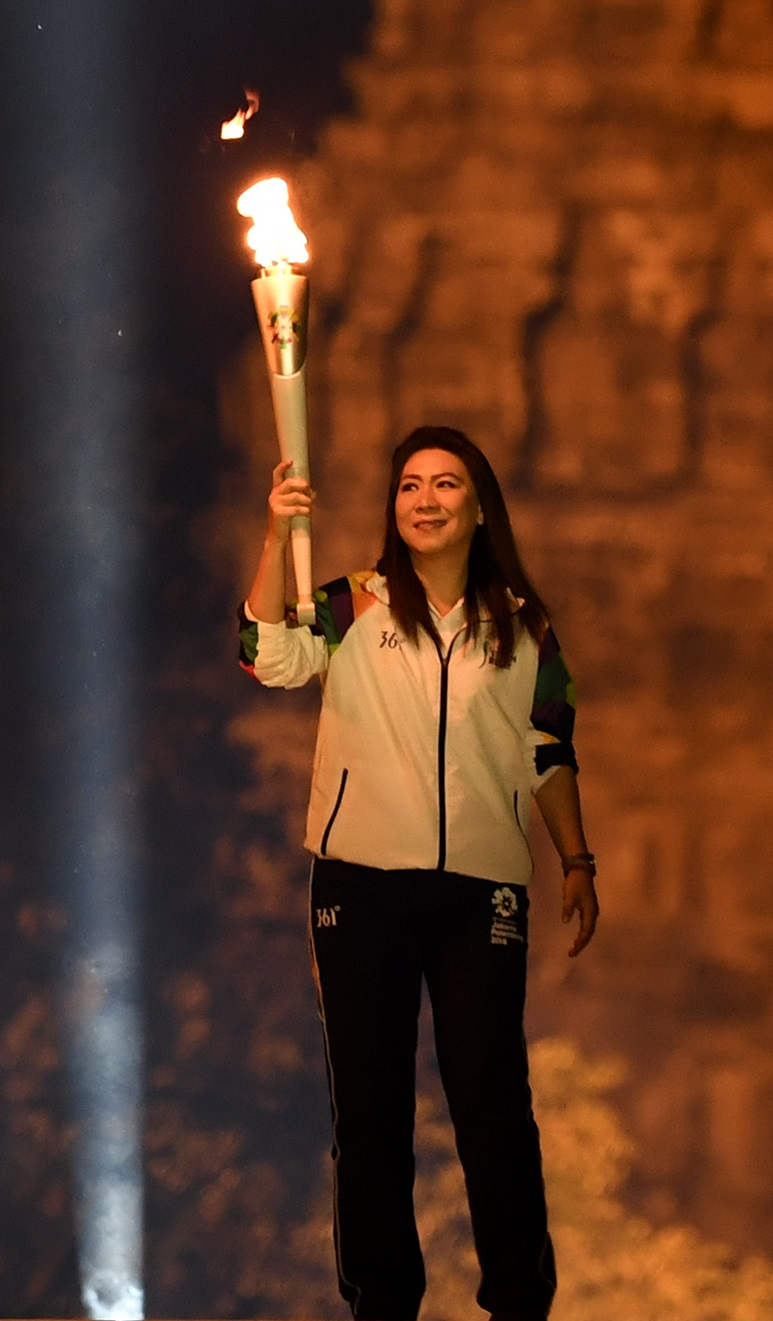
لوسیا فرانسیسکا سوسی سوسانتی - ۲۰۱۸

لوسیا فرانسیسکا سوسی سوسانتی (چینی: 王蓮香؛ زادهٔ ۱۱ فوریهٔ ۱۹۷۱) یک بدمینتون‌باز اهل اندونزی است. او در تاسیک‌مالایا در جاوه غربی زاده شد. او توانست در المپیک ۱۹۹۲ بارسلون مدال طلا را کسب‌کند. او در المپیک بعدی در آتلانتا نتوانست از قهرمانی خود دفاع کند و به کسب مدال برنز اکتفا کرد.